# رائول دوفرن دو لا شوالری
رائول دوفرن دو لا شوالری (فرانسوی: Raoul Daufresne de la Chevalerie‎; ۱۷ مارس ۱۸۸۱ – ۲۵ نوامبر ۱۹۶۷) بازیکن و مربی فوتبال، بازیکن هاکی روی چمن، تنیس‌باز و همچنین نظامی در جنگ جهانی دوم اهل بلژیک بود.
از باشگاه‌هایی که در آن بازی کرده‌است می‌توان به باشگاه فوتبال سرکل بروژ و باشگاه فوتبال کلوب بروژ اشاره کرد.
شوالری در بازی‌های المپیک تابستانی ۱۹۲۰ به‌همراه تیم ملی هاکی روی چمن بلژیک به مدال برنز دست یافته است. همچنین وی به‌عنوان سرمربی با تیم ملی فوتبال بلژیک به قهرمانی بازی‌های المپیک تابستانی ۱۹۲۰ دست پیدا کرده‌است.